# Mistrovství světa v rallye 2005
Mistrovství světa v rallye 2005 (anglicky: World Rallye Championship 2005) byla série závodů mistrovství světa v rallye v roce 2005. Zvítězil v něm francouzský jezdec Sébastien Loeb s vozem Citroën Xsara WRC. Titul mezi týmy vyhrál Citroën Sport.

## Rallye Monte Carlo 2005
1. Sebastien Loeb, Daniel Elena - Citroën Xsara Xsara WRC
2. Toni Gardemeister, Jakke Honkanen - Ford Focus RS WRC '04
3. Gilles Panizzi, Hervé Panizzi - Mitsubishi Lancer WRC 05
4. Markko Märtin, Michael Park - Peugeot 307 WRC
5. Marcus Grönholm, Timo Rautiainen - Peugeot 307 WRC
6. Manfred Stohl, Ilka Minor-Petrasko - Citroën Xsara WRC
7. Harri Rovanperä, Risto Pietiläinen - Mitsubishi Lancer WRC 05
8. Roman Kresta, Jan Tománek - Ford Focus RS WRC '04
9. Alexandre Bengue, Caroline Escudero - Škoda Fabia WRC
10. Antony Warmbold, Damien Connolly - Ford Focus RS WRC '04

## Uddeholm Swedish Rally 2005
1. Petter Solberg, Phil Mills - Subaru Impreza WRC '04
2. Markko Märtin, Michael Park - Peugeot 307 WRC
3. Toni Gardemeister, Timo Rautiainen - Ford Focus RS WRC '04
4. Harri Rovanperä, Risto Pietiläinen - Mitsubishi Lancer WRC 05
5. Henning Solberg, Cato Menkerud - Ford Focus RS WRC '04
6. Daniel Carlsson, Mattias Andersson - Peugeot 307 WRC
7. Gianluigi Galli, Guido D'Amore - Mitsubishi Lancer WRC 05
8. Roman Kresta, Jan Tománek - Ford Focus RS WRC '04
9. Jani Paasonen, Jani Vainikka - Škoda Fabia WRC
10. Mattias Ekström, Stefan Bergman - Škoda Fabia WRC

## Corona Rally Mexico 2005
1. Petter Solberg, Phil Mills - Subaru Impreza WRC '04
2. Marcus Grönholm, Timo Rautiainen - Peugeot 307 WRC
3. Markko Märtin, Michael Park - Peugeot 307 WRC
4. Sebastien Loeb, Daniel Elena - Citroën Xsara WRC
5. Harri Rovanperä, Risto Pietiläinen - Mitsubishi Lancer WRC 05
6. Toni Gardemeister, Jakke Honkanen - Ford Focus RS WRC '04
7. Antony Warmbold, Michael Orr - Ford Focus RS WRC '04
8. Gilles Panizzi, Hervé Panizzi - Mitsubishi Lancer WRC 05
9. Armin Schwarz, Klaus Wicha - Škoda Fabia WRC
10. Xavier Pons, Lucas Cruz - Peugeot 206 WRC

## Propecia Rally New Zealand 2005
1. Sebastien Loeb, Daniel Elena - Citroën Xsara WRC
2. Marcus Grönholm, Timo Rautiainen - Peugeot 307 WRC
3. Petter Solberg, Phil Mills - Subaru Impreza WRC '05
4. Francois Duval, Stéphane Prévot - Citroën Xsara WRC
5. Markko Märtin, Michael Park - Peugeot 307 WRC
6. Toni Gardemeister, Jakke Honkanen - Ford Focus RS WRC '04
7. Chris Atkinson, Glenn MacNeall - Subaru Impreza WRC '05
8. Gianluigi Galli, Guido D'Amore - Mitsubishi Lancer WRC 05
9. Manfred Stohl, Ilka Minor-Petrasko - Citroën Xsara WRC
10. Armin Schwarz, Klaus Wicha - Škoda Fabia WRC

## Supermag Rally Italia Sardegna 2005
1. Sebastien Loeb, Daniel Elena - Citroën Xsara WCR
2. Petter Solberg, Phil Mills - Subaru Impreza WRC '05
3. Marcus Grönholm, Timo Rautiainen - Peugeot 307 WRC
4. Markko Märtin, Michael Park - Peugeot 307 WRC
5. Toni Gardemeister, Jakke Honkanen - Ford Focus RS WRC '04
6. Roman Kresta, Jan Možný - Ford Focus RS WRC '04
7. Antony Warmbold, Michael Orr - Ford Focus RS WRC '04
8. Juuso Pykälistö, Mika Ovaskainen - Citroën Xsara WRC
9. Manfred Stohl, Ilka Minor-Petrasko - Citroën Xsara WRC
10. Mark Higgins, Trevor Agnew - Ford Focus RS WRC '04

## Cyprus Rally 2005
1. Sebastien Loeb, Daniel Elena - Citroën Xsara WRC
2. Manfred Stohl, Ilka Minor-Petrasko - Citroën Xsara WRC
3. Markko Märtin, Michael Park - Peugeot 307 WRC
4. Henning Solberg, Cato Menkerud - Ford Focus RS WRC '04
5. Toni Gardemeister, Jakke Honkanen - Ford Focus RS WRC '04
6. Roman Kresta, Jan Možný - Ford Focus RS WRC '04
7. Harri Rovanperä, Risto Pietiläinen - Mitsubishi Lancer Evo WRC 05
8. Daniel Carlsson, Mattias Andersson - Peugeot 206 WRC
9. Janne Tuohino, Mikko Markkula - Škoda Fabia WRC
10. Chris Atkinson, Glenn MacNeall - Subaru Impreza WRC '05

## Rally of Turkey 2005
1. Sebastien Loeb, Daniel Elena - Citroën Xsara WRC
2. Petter Solberg, Phil Mills - Subaru Impreza WRC '05
3. Marcus Grönholm, Timo Rautiainen - Peugeot 307 WRC
4. Carlos Sainz, Marc Marti - Citroën Xsara WRC
5. Markko Märtin, Michael Park - Peugeot 307 WRC
6. Toni Gardemeister, Jakke Honkanen - Ford Focus RS WRC '04
7. Roman Kresta, Jan Možný - Ford Focus RS WRC '04
8. Gianluigi Galli, Guido D'Amore - Mitsubishi Lancer WRC 05
9. Antony Warmbold, Michael Orr - Ford Focus RS WRC '04
10. Harri Rovanperä, Risto Pietiläinen - Mitsubishi Lancer WRC 05

## Acropolis Rally 2005
1. Sebastien Loeb, Daniel Elena - Citroën Xsara WRC
2. Toni Gardemeister, Jakke Hanaknen - Ford Focus RS WRC '04
3. Carlos Sainz, Marc Marti - Citroën Xsara WRC
4. Marcus Grönholm, Timo Rautiainen - Peugeot 307 WRC
5. Mikko Hirvonen, Jarmo Lehtinen - Ford Focus RS WRC '03
6. Harri Rovanperä, Risto Piettiläinen - Mitsubishi Lancer WRC 05
7. Gianluigi Galli, Guido D'Amore - Mitsubishi Lancer WRC 05
8. Markko Märtin, Michael Park - Peugeot 307 WRC
9. Petter Solberg, Phil Mills - Subaru Impreza WRC '05
10. Xavier Pons, Carlos Del Barrio - Citroën Xsara WRC

## Rally Argentina 2005
1. Sebastien Loeb, Daniel Elena - Citroën Xsara WRC
2. Marcus Grönholm, Timo Rautiainen - Peugeot 307 WRC
3. Petter Solberg, Phil Mills - Subaru Impreza WRC '05
4. Toni Gardemeister, Jakke Honkanen - Ford Focus RS WRC '04
5. Harri Rovanperä, Risto Pietiläinen - Mitsubishi Lancer WRC 05
6. Markko Märtin, Michael Park - Peugeot 307 WRC
7. Francois Duval, Sven Smeets - Citroën Xsara WRC
8. Manfred Stohl, Ilka Minor-Meptrasko - Citroën Xsara WRC
9. Chris Atkinson, Glenn MacNeall - Subaru Impreza WRC '05
10. Xavier Pons, Carlos Del Barrio - Citroën Xsara WRC

## Neste Rally Finland 2005
1. Marcus Grönholm, Timo Rautiainen - Peugeot 307 WRC
2. Sebastien Loeb, Daniel Elena - Citroën Xsara WRC
3. Markko Märtin, Michael Park - Peugeot 307 WRC
4. Petter Solberg, Phil Mills - Subaru Impreza WRC '05
5. Mikko Hirvonen, Jarmo Lehtinen - Ford Focus RS WRC '04
6. Toni Gardemeister, Jakke Honkanen - Ford Focus RS WRC '04
7. Harri Rovanperä, Risto Pietiläinen - Mitsubishi Lancer WRC '05
8. Francois Duval, Sven Smeets - Citroën Xsara WRC
9. Henning Solberg, Cato Menkerud - Ford Focus RS WRC '04
10. Janne Tuohino, Mikko Markkula - Škoda Fabia WRC

## OMV ADAC Rallye Deutschland 2005
1. Sebastien Loeb, Daniel Elena - Citroën Xsara WRC
2. Francois Duval, Sven Smeets - Citroën Xsara WRC
3. Marcus Grönholm, Timo Rautiainen - Peugeot 307 WRC
4. Markko Märtin, Michael Park - Peugeot 307 WRC
5. Gianluigi Galli, Guido D'Amore - Mitsubishi Lancer WRC 05
6. Roman Kresta, Jan Tománek - Ford Focus RS WRC '04
7. Petter Solberg, Phil Mills - Subaru Impreza WRC '05
8. Stéphane Sarrazin, Danis Giraudet - Subaru Impreza WRC '05
9. Xavier Pons, Carlos Del Barrio - Citroën Xsara WRC
10. Harri Rovanperä, Risto Pietiläinen - Mitsubishi Lancer WRC 05

## Wales Rally GB 2005
Na RZ15 havaroval Markko Märtin při které zemřel spolujezdec Michael Park
1. Petter Solberg, Phil Mills - Subaru Impreza WRC '05
2. Francois Duval, Sven Smeets - Citroën Xsara WRC
3. Sebastien Loeb, Daniel Elena - Citroën Xsara WRC
4. Harri Rovanperä, Risto Pietiläinen - Mitsubishi Lancer WRC 05
5. Manfred Stohl, Ilka Minor-Petrasko - Citroën Xsara WRC
6. Roman Kresta, Jan Tománek - Ford Focus RS WRC '04
7. Colin McRae, Nicky Grist - Škoda Fabia WRC